# Apollonius din Rodos
Apollonius (Apolonios) din Rodos  (în greacă: Ἀπολλώνιος Ῥόδιος / Apollonios Rhodios, n. c. 295 î.Hr. - d. c. 230 î.Hr.) a fost poet elen și bibliotecar la Biblioteca din Alexandria.
Este cunoscut mai ales pentru scrierea Argonautica, epopee celebră a antichității.
A nu se confunda cu:
- Apollonius din Tyana
- Apollonius din Perga.

## Viața
Sursele de informare privind biografia sa sunt restrânse și contradictorii.
Originar din Alexandria (sau, după alți autori, din Naucratis, oraș al Egiptului elenistic), a trăit o perioadă în insula Rodos de unde îi provine numele.

## Opera
Argonautica relatează expediția argonauților plecați în căutarea Lânei de Aur.
În aceasta epopee, accentul este pus pe episodul pasiunii patetice a Medeii pentru Iason.
Este remarcabilă profunzimea investigării psihicului personajelor și a realismului cu care sunt redate scenele.